# Serhiy Kourtchenko
Serhiy Vitaliiovytch Kourtchenko (en ukrainien : Сергі́й Віта́лійович Ку́рченко), né le 21 septembre 1985 à Kharkiv, est un homme d'affaires ukrainien.

## Biographie
Après avoir étudié en économie et entrepreneuriat à l'Institut polytechnique de Kharkiv (2002-2006), il se spécialise en propriété intellectuelle (2006-2008), puis en droit (2009-2011).
Il commence à travailler dès 16 ans comme simple employé à Naftogaz, l'entreprise nationale de pétrole et de gaz, et grimpe rapidement les échelons pour devenir directeur commercial. À 19 ans, il quitte Naftogaz après avoir réorganisé le service commercial. 
En 2009, il fonde le groupe Gas Ukraine 2009, comprenant 55 entreprises actives dans différents secteurs, mais dont la principale activité concerne la vente et la transformation de produits pétroliers. Le groupe monopolise rapidement le marché du gaz naturel venant de Russie et Kourtchenko s'enrichit considérablement.
En décembre 2012, Kourtchenko achète le club de football FC Metalist Kharkiv.
En février 2013, il fonde le groupe VETEK, qui se porte acquéreur des actions de la raffinerie de Lukoil à Odessa. En juin, VETEK achète le groupe de médias UMH, qui regroupe plus de 50 médias en Ukraine. En août, Kourtchenko achète le Stade Metalist.
Après la révolution ukrainienne de février 2014, ses avoirs sont gelés par l'Union européenne, car il est considéré comme un proche du régime de Viktor Ianoukovytch. Faisant l'objet d'un mandat d'arrêt dans son pays pour fraude fiscale, il n'a plus donné signe de vie depuis mars 2014.